# Zhao Jing (pływaczka)
Zhao Jing (chiń. upr. 赵菁; chiń. trad. 趙菁; pinyin Zhào Jīng; ur. 31 grudnia 1990 w Wuhanie) – chińska pływaczka specjalizująca się w stylu grzbietowym, brązowa medalistka olimpijska, trzykrotna mistrzyni świata i była rekordzistka świata, złota i srebrna medalistka mistrzostw świata na basenie 25-metrowym.
Największym jej sukcesem jest złoty medal mistrzostw świata w Rzymie w 2009 na dystansie 50 m stylem grzbietowym i rekord świata w tym wyścigu oraz brązowy medal w sztafecie 4 × 100 m stylem zmiennym podczas igrzysk olimpijskich w Pekinie. Dorobek medalowy uzupełnia siedem medali igrzysk azjatyckich zdobytych na imprezach w 2006 i 2010 roku.

## Rekordy świata
| Data          | Miejsce | Konkurencja             | Rezultat | Status                        |
| ------------- | ------- | ----------------------- | -------- | ----------------------------- |
| 30 lipca 2009 | Rzym    | 50 m stylem grzbietowym | 27,06 s  | do 21 sierpnia 2018 Liu Xiang |

Źródło: 